# Liga Mistrzyń siatkarek (2021/2022) – kwalifikacje
Liga Mistrzyń (2021/2022) – kwalifikacje (oficjalna nazwa: 2022 CEV Volleyball Champions League - Women) – 10 drużyn walczyło w trzech rundach, aby uzyskać awans do fazy grupowej.

## System rozgrywek
Kwalifikacje Ligi Mistrzyń w sezonie 2021/2022 składały się z trzech rund.
- Faza kwalifikacyjna play-off: 10 drużyn podzielono na pary w pierwszych dwóch rundach toczonych w systemie pucharowym. Cztery drużyny rozpoczynały rozgrywki od I rundy, pozostałe sześć od II rundy. W poszczególnych parach każda drużyna rozgrywała mecz i rewanż. Zwycięzcy poszczególnych par awansowały do kolejnej rundy. Zwycięzcy par trzeciej rundy awansowały do fazy grupowej Ligi Mistrzyń. Przegrane drużyny z obu rund były relegowane do 1/16 finału Pucharu CEV.

## Drużyny uczestniczące

### Podział miejsc w rozgrywkach
W sezonie 2021/2022 kwalifikacji Ligi Mistrzyń wzięło udział 10 zespołów z 10 federacji siatkarskich zrzeszonych w CEV. Liczba drużyn uczestniczących w Lidze Mistrzyń ustalona została na podstawie rankingu CEV dla europejskich rozgrywek klubowych.
- Asterix Avo Beveren
- Mladost Zagrzeb
- Olympiakos Pireus
- CV Gran Canaria

Drużyny rozpoczynające od II Rundy
- Minczanka Mińsk
- ŽOK Bimal-Jedinstvo Brčko
- ŽOK Ub
- Viteos Neuchâtel
- Calcit Kamnik
- Prometej Kamieńskie

## Rozgrywki

### I runda
| Data                                 | Godz. | Drużyna 1         | Wynik | Drużyna 2           | 1     | 2     | 3     | 4     | 5 | Złoty set | Widzów | *      |
| ------------------------------------ | ----- | ----------------- | ----- | ------------------- | ----- | ----- | ----- | ----- | - | --------- | ------ | ------ |
| 22.09.2021                           | 18:00 | CV Gran Canaria   | 1:3   | Mladost Zagrzeb     | 18:25 | 18:25 | 25:21 | 23:25 |   | 9:15      | 300    | raport |
| 30.09.2021                           | 19:00 | CV Gran Canaria   | 3:1   | Mladost Zagrzeb     | 25:14 | 22:25 | 25:23 | 25:20 |   | 9:15      | 100    | raport |
| 21.09.2021                           | 19:00 | Olympiakos Pireus | 3:1   | Asterix Avo Beveren | 21:25 | 25:18 | 25:21 | 25:23 |   |           | 250    | raport |
| 28.09.2021                           | 18:30 | Olympiakos Pireus | 3:1   | Asterix Avo Beveren | 25:20 | 14:25 | 25:18 | 25:20 |   | 380       | raport |        |
| Po lewej gospodarz pierwszego meczu. |       |                   |       |                     |       |       |       |       |   |           |        |        |

### II runda
| Data                                 | Godz. | Drużyna 1           | Wynik | Drużyna 2                 | 1     | 2     | 3     | 4     | 5     | Złoty set | Widzów | *      |
| ------------------------------------ | ----- | ------------------- | ----- | ------------------------- | ----- | ----- | ----- | ----- | ----- | --------- | ------ | ------ |
| 06.10.2021                           | 19:00 | Mladost Zagrzeb     | 0:3   | Viteos Neuchâtel          | 18:25 | 19:25 | 21:25 |       |       |           | 100    | raport |
| 14.10.2021                           | 20:00 | Mladost Zagrzeb     | 2:3   | Viteos Neuchâtel          | 20:25 | 17:25 | 25:19 | 25:21 | 10:15 | 1240      | raport |        |
| 07.10.2021                           | 19:00 | Prometej Kamieńskie | 3:1   | Calcit Kamnik             | 23:25 | 25:21 | 25:21 | 25:23 |       |           | 1200   | raport |
| 13.10.2021                           | 20:00 | Prometej Kamieńskie | 3:1   | Calcit Kamnik             | 25:21 | 25:27 | 31:29 | 25:12 |       | 100       | raport |        |
| 06.10.2021                           | 19:00 | ŽOK Ub              | 3:0   | ŽOK Bimal-Jedinstvo Brčko | 25:16 | 25:15 | 25:19 |       |       |           | 200    | raport |
| 13.10.2021                           | 19:00 | ŽOK Ub              | 3:0   | ŽOK Bimal-Jedinstvo Brčko | 25:16 | 25:14 | 25:15 |       |       | 250       | raport |        |
| 07.10.2021                           | 19:00 | Olympiakos Pireus   | 3:2   | Minczanka Mińsk           | 25:21 | 25:27 | 25:23 | 20:25 | 15:13 |           | 200    | raport |
| 14.10.2021                           | 18:00 | Olympiakos Pireus   | 3:0   | Minczanka Mińsk           | 25:19 | 25:22 | 25:22 |       |       | 1000      | raport |        |
| Po lewej gospodarz pierwszego meczu. |       |                     |       |                           |       |       |       |       |       |           |        |        |

### III runda
| Data                                 | Godz. | Drużyna 1        | Wynik | Drużyna 2           | 1     | 2     | 3     | 4     | 5     | Złoty set | Widzów | *      |
| ------------------------------------ | ----- | ---------------- | ----- | ------------------- | ----- | ----- | ----- | ----- | ----- | --------- | ------ | ------ |
| 27.10.2021                           | 20:00 | Viteos Neuchâtel | 0:3   | Prometej Kamieńskie | 19:25 | 14:25 | 20:25 |       |       |           | 1345   | raport |
| 04.11.2021                           | 19:00 | Viteos Neuchâtel | 1:3   | Prometej Kamieńskie | 25:22 | 16:25 | 20:25 | 13:25 |       | 200       | raport |        |
| 27.10.2021                           | 19:00 | ŽOK Ub           | 3:2   | Olympiakos Pireus   | 16:25 | 25:23 | 25:19 | 18:25 | 15:13 |           | 250    | raport |
| 04.11.2021                           | 16:30 | ŽOK Ub           | 3:0   | Olympiakos Pireus   | 25:19 | 25:23 | 33:31 |       |       | 350       | raport |        |
| Po lewej gospodarz pierwszego meczu. |       |                  |       |                     |       |       |       |       |       |           |        |        |

## Drużyny zakwalifikowane
| Grupa A             | Grupa E |
| ------------------- | ------- |
| Prometej Kamieńskie | ŽOK Ub  |